# (39557) Gielgud
(39557) Gielgud – planetoida z grupy Amora, należąca do obiektów NEO. (39557) Gielgud okrąża Słońce w ciągu 3 lat i 150 dni w średniej odległości 2,26 j.a. Została odkryta 2 maja 1992 roku w programie Spacewatch. Nazwa planetoidy pochodzi od Johna Gielguda (1904-2000), brytyjskiego aktora. Przed nadaniem nazwy planetoida nosiła oznaczenie tymczasowe (39557) 1992 JG.